# 大森剛
大森 剛（おおもり たけし、1967年8月4日 - ）は、奈良県奈良市出身の元プロ野球選手（一塁手、外野手）。
ソウルオリンピック野球の銀メダリスト。
長女は元AKB48の大森美優。

## 来歴・人物

### プロ入り前
中学時代は香川県高松市の硬式野球チームに所属。中学3年生の時に父親の転勤により、関西へ引っ越した。中学3年の10月にはPL学園（大阪）に入学予定の生徒達による練習会に参加している。背が高く、足が速く、バッティングもすごい大森を見て、同じく中学3年で参加していた桑田真澄は彼のことを清原和博と勘違いしたという。
天理高校（奈良）からの誘いを断り、高松商業高校（香川）に入学。高松商業高校では1年生の時に1983年夏の全国高等学校野球選手権大会に出場。2回戦（初戦）で宇都宮南高に敗れる。同年の秋季四国大会は、1回戦で松山商業の酒井光次郎に抑えられ、敗退。
高校卒業後は慶應義塾大学商学部に進学。東京六大学野球リーグでは、2年生の1987年春季リーグから4番打者、一塁手として活躍する。投の二本柱である志村亮、鈴木哲を擁し、同季の優勝に貢献。直後の全日本大学選手権では、決勝でエース上岡良一がいた東北福祉大を破り、優勝。同年から3年連続で日米大学野球選手権日本代表に選出された。1988年春季リーグでは、打率.500、6本塁打、16打点でリーグ史上6人目の三冠王を獲得。同年のワールドカップ日本代表、ソウルオリンピック野球日本代表として出場。オリンピック選手19人のうち大学生は野村謙二郎、笘篠賢治、大森の3名だった。オリンピックでは5番打者として起用され、20打数7安打4打点、プエルトリコ戦では本塁打を放つ。リーグ通算88試合に出場し、312打数111安打、17本塁打、78打点、打率.356。ベストナイン3回選出（一塁手2回、外野手1回）。
1989年、大森と上宮高校の元木大介が巨人入りを希望していたドラフト会議では、元木が同年の春の選抜高等学校野球大会、夏の全国高等学校野球選手権大会に連続出場を果たして自身も春夏通算6本塁打を放つなどして評価を上げたのとは対照的に大森は同年の東京六大学リーグにおいて春季、秋季ともに不振に陥り評価を下げたことから、巨人は元木を1位指名し、大森は2位指名するものと予想された。だが、そのことを知ると大森は「高校生より下の指名なんて受けない」「1位指名でなければ巨人にも行かない」「2位指名はもちろん、外れ1位でも行かない」「希望通りにならなければ東京ガスへ入社し、2年後の次のドラフト指名を待つのもやめる」と宣言し、さらには元木に対して「巨人以外に指名されたら日本石油かアメリカに留学するって言ってるが、僕もその前に巨人以外に指名されたなら東京ガスに行くと言っている。高校生のくせに同じことを言いやがって」と挑発し、あくまで「（元木よりも）俺の方が上」「一番強い球団（同年巨人は日本シリーズ制覇）に一番高い評価で」という姿勢を貫いた結果、大森は希望通り巨人から1位指名を受けることとなった。そこまでして巨人の1位指名に固執した理由について大森は「巨人としては僕と元木、2人とも欲しかったと思うが、どちらも1位で指名しないと他球団に指名されてしまう可能性が大きく、ドラフト1位へのこだわりを表明しておかないと、自分が他球団に指名されてしまう可能性があった」と語っているが、実際は東京六大学野球リーグにおいて三冠王を獲得した大学3年生時に巨人はすでに大森の1位指名を確約しており、元木側にもドラフト会議前に大森を1位指名する旨を連絡していた。大森は2位指名でも獲得できたという意見もある中で1位指名をした結果、元木は野茂英雄の抽選を外した福岡ダイエーホークスからの1位指名を拒否し、アメリカ・ハワイ州へ野球留学することとなった。また、当時はバブル景気の真っ只中で野球部の同期たちが空前絶後とも言われた売り手市場の就職活動の中で次々と一流企業への就職内定をもらう中、大森自身も「プロに行きたいのではなく、巨人というところで仕事がしたい」「一流企業へ就職して安定した生活を送りたいと考えた。それをどこか一つに決めるなら、一番人気があって、注目される巨人で」と、巨人の1位指名を「就職」に例える発言もしている。

### 巨人時代
1年目の1990年は開幕戦のヤクルトスワローズ戦では同点の9回裏一死一・二塁の場面で代打に起用され、内藤尚行から左中間に飛球を放つも前進守備だった左翼手の栗山英樹がダイビングキャッチし、サヨナラヒットとはならなかった。同年は右翼手として6試合に先発出場、代打で29回起用されるなど、積極的に一軍で起用されるも結果を残せなかった。その反面で二軍では21試合出場で9本塁打を放つ（打率.321）など打ちまくった。その後、優勝決定後の消化試合である9月18日対ヤクルト戦で一軍でのプロ入り初本塁打を放つ。
1992年、イースタン・リーグで27本塁打、69打点を記録し、本塁打王・打点王の二冠王となった。27本塁打はイースタン・リーグの新記録となった。イースタンでは1993年にも18本塁打で2年連続の本塁打王を獲得した。
1994年はプロになってから初めて一軍出場がなかった。
1995年、一軍でテリー・ブロスの完全試合を阻止する死球を記録した。
1996年、イースタンで25本塁打、63打点で再び本塁打王と打点王の二冠王となった（本塁打王は3度目、打点王は2度目）。シーズン終盤の9月に一軍へ昇格。怪我で離脱した落合博満の代役など、14試合に先発出場。セ･リーグ優勝を決めた中日ドラゴンズ戦で、門倉健から本塁打を放つ。オリックス・ブルーウェーブとの日本シリーズでは、巨人は1勝4敗で日本一を逃したものの第1戦では9回裏に代打同点本塁打、第4戦では6回表にソロ本塁打を放ち、2試合に指名打者として先発し、シリーズ通算でも9打数3安打3打点2本塁打と活躍した。
1997年、ヤクルトとの開幕戦で右翼手として先発起用（開幕スタメンは自身初）されるが無安打に終わり、スタメンは僅か4試合と結果が残せず、期待されていたものの、消化不良の一年となった。
1998年、前年の1月頃から続いていた右肩痛が治まらず、オフに手術を受け、リハビリ調整していた5月に南真一郎・背尾伊洋との1対2の交換トレードで近鉄バファローズへ移籍した。

### 近鉄時代
移籍後は先にトレードで巨人から近鉄へ移籍していた吉岡雄二とのポジション争いに敗れ、同年は6試合に一塁手として先発出場。「イースタンの本塁打王が蘇る」と予想もされていたが、右肩痛が再発し、1か月程で二軍落ちした。
1999年は前記の右肩痛の影響もあり、一軍出場がないままシーズン終了後に戦力外通告を受け、現役を引退。二軍での通算本塁打は120本、本塁打王3回、打点王2回を記録。「二軍の帝王」の異名を取っていた。

### 引退後
2000年からは巨人の東北・関東地区担当スカウトとなり、2007年からは北海道・東北担当スカウトを務めた。第一印象を重視し、「三球一振（投手の三球、打者の一振りで力量が分からなければならない）」できるスカウトを目指しているという。
光星学院の坂本勇人を高校2年生のころから密着マーク、2006年の高校生ドラフト1位候補として積極的に球団に推薦していた。しかし編成のトップである球団代表の清武英利、現場のトップである球団監督の原辰徳らは、甲子園で活躍した愛工大名電の堂上直倫を指名する結論を固めていた。それでも「進退をかけて（大森本人談）」大森は坂本を猛プッシュし、「ハズレ1位なら坂本を指名」という条件が固まった。結果、巨人は堂上の交渉権を外し、ハズレ1位で坂本を獲得する。坂本は2年目から遊撃手のレギュラーに定着し、巨人の中心選手として活躍している。
2012年より育成部ディレクター、2016年からは国際部課長を務めた。
2016年のシーズンオフにドミニカ共和国の首都サントドミンゴで実施した球団のトライアウトでC.C.メルセデスとホルヘ・マルティネスを獲得した。
2012年から2015年まで、台湾で行われたアジアウインターベースボールリーグにてNPB派遣チームの監督を務めた。
2020年に国際部課長と兼務で統括スカウトに就任。
2021年は編成副本部長を務めた。
2022年はスカウト部参与だった水野雄仁が同役職に就き、大森は球団フロントから退いている。
2023年は2024年から活動を開始予定のジャイアンツU15ジュニアユースの代表を務めている。

## 詳細情報

### 年度別打撃成績
| 年 度     | 球 団     | 試 合 | 打 席 | 打 数 | 得 点 | 安 打 | 二 塁 打 | 三 塁 打 | 本 塁 打 | 塁 打 | 打 点 | 盗 塁 | 盗 塁 死 | 犠 打 | 犠 飛 | 四 球 | 敬 遠 | 死 球 | 三 振 | 併 殺 打 | 打 率 | 出 塁 率 | 長 打 率 | O P S |
| --------- | --------- | ----- | ----- | ----- | ----- | ----- | -------- | -------- | -------- | ----- | ----- | ----- | -------- | ----- | ----- | ----- | ----- | ----- | ----- | -------- | ----- | -------- | -------- | ----- |
| 1990      | 巨人      | 38    | 55    | 48    | 4     | 7     | 2        | 1        | 1        | 14    | 6     | 0     | 0        | 0     | 0     | 7     | 0     | 0     | 14    | 0        | .146  | .255     | .292     | .547  |
| 1991      | 巨人      | 22    | 24    | 24    | 1     | 4     | 0        | 0        | 0        | 4     | 0     | 0     | 0        | 0     | 0     | 0     | 0     | 0     | 5     | 0        | .167  | .167     | .167     | .334  |
| 1992      | 巨人      | 2     | 2     | 1     | 0     | 0     | 0        | 0        | 0        | 0     | 0     | 0     | 0        | 0     | 0     | 1     | 0     | 0     | 0     | 0        | .000  | .500     | .000     | .500  |
| 1993      | 巨人      | 4     | 10    | 9     | 2     | 0     | 0        | 0        | 0        | 0     | 0     | 0     | 0        | 0     | 0     | 1     | 0     | 0     | 2     | 0        | .000  | .100     | .000     | .100  |
| 1995      | 巨人      | 18    | 31    | 29    | 2     | 5     | 1        | 0        | 1        | 9     | 3     | 0     | 0        | 0     | 0     | 0     | 0     | 2     | 4     | 0        | .172  | .226     | .310     | .536  |
| 1996      | 巨人      | 14    | 45    | 37    | 5     | 7     | 2        | 0        | 2        | 15    | 2     | 0     | 0        | 0     | 0     | 8     | 0     | 0     | 10    | 0        | .189  | .333     | .405     | .738  |
| 1997      | 巨人      | 25    | 31    | 26    | 2     | 4     | 0        | 0        | 1        | 7     | 4     | 0     | 0        | 0     | 2     | 3     | 0     | 0     | 3     | 0        | .154  | .226     | .269     | .495  |
| 1998      | 近鉄      | 9     | 23    | 21    | 1     | 2     | 0        | 0        | 0        | 2     | 1     | 0     | 0        | 0     | 1     | 1     | 0     | 0     | 3     | 1        | .095  | .130     | .095     | .225  |
| 通算：8年 | 通算：8年 | 132   | 221   | 195   | 17    | 29    | 5        | 1        | 5        | 51    | 16    | 0     | 0        | 0     | 3     | 21    | 0     | 2     | 41    | 1        | .149  | .235     | .262     | .497  |

### 記録
- 初出場：1990年4月7日、対ヤクルトスワローズ1回戦（東京ドーム）、9回裏に中尾孝義の代打として出場
- 初打席：同上、9回裏に内藤尚行の前に左飛
- 初先発出場：1990年4月10日、対阪神タイガース1回戦（阪神甲子園球場）、7番・右翼手として先発出場
- 初安打・初打点：同上、4回表にマット・キーオから適時二塁打
- 初本塁打：1990年9月18日、対ヤクルトスワローズ25回戦（明治神宮野球場）、9回表に内藤尚行から右越ソロ

### 背番号
- 24（1990年 - 1994年）
- 32（1995年 - 1998年途中）
- 37（1998年途中 - 1999年）
- 84（2012年 - 2013年、2015年）アジアウインターベースボールリーグ NPB選抜・監督

### 代表歴
- ソウルオリンピック野球日本代表

## 関連情報

### 著書
- 『若い力を伸ばす読売巨人軍の補強と育成力』（2013年12月20日、ワニブックス） ISBN 978-4-8470-9197-1

### 関連書籍
- 『ドラフト1位：九人の光と影』（澤宮優著、2011年9月3日、河出書房新社）